# Rarities (Andrea Bocelli)
Rarities è una raccolta del cantante italiano Andrea Bocelli pubblicata nel 2018. Si tratta di un album bonus presente all'interno del cofanetto a tiratura limitata intitolato The Classical Collection - 7 definitive albums contenente 7 CD. I primi 6 sono una ristampa dei suoi album classici: Viaggio italiano del 1996, Aria: The Opera Album del 1998, Sacred Arias del 1999, Verdi del 2000, Sentimento del 2002 e Incanto del 2008. Il settimo album è la raccolta che contiene materiale raro, mai pubblicato prima in maniera ufficiale.

## Descrizione
La raccolta contiene alcune canzoni classiche incise durante le sessioni di registrazione per gli album Incanto, Sentimento e Sacred Arias ma che furono scartate dalla track list ufficiale. Alcune di queste sono interpretazioni inedite nel repertorio di Andrea Bocelli mentre altre sono versioni alternative di canzoni pubblicate in precedenza.

## Tracce
1. Amapola - 4:15 (Garcia José María Lacalle)
2. Torna a Surriento - 4:05 (Ernesto De Curtis, Giambattista De Curtis)
3. Te quiero, Morena - 3:29 (José Serrano)
4. Guapparia - 2:31 (Libero Bovio, Rodolfo Falvo)
5. Tu che m'hai preso il cuor - 3:51 (Franz Lehár)
6. Ti voglio tanto bene - 3:50 (Ernesto De Curtis)
7. Pe' 'na canzone - 4:26 (Antonello Cascone, Sergio Cirillo)
8. 'O sole mio - 3:22 (Eduardo Di Capua, Giovanni Capurro)
9. Oh, quand je dors - 4:12 (Franz Liszt)
10. Non t'amo più - 5:12 (Francesco Paolo Tosti)
11. Agnus Dei - 5:23 (Georges Bizet)
12. I believe - 4:13 (Eric Lévi)